# Nova vas pri Markovcih
Nova vas pri Markovcih (prekmursko?/prleško Nouva ves) je naselje v Občini Markovci pri Ptuju (jugovzhodno od Ptuja).